# 文字村
文字村（もんじむら）は、昭和30年（1955年）まで宮城県栗原郡にあった村。現在の栗原市栗駒文字にあたる。

## 沿革
- 明治22年（1889年）4月1日 - 町村制施行にともない、文字村が単独で村制施行して文字村が発足。
- 昭和30年（1955年）4月1日 - 文字村と岩ヶ崎町・栗駒村・尾松村・鳥矢崎村および姫松村の一部（片子沢・宝来）が合併し、栗駒町となる。

## 行政
- 歴代村長

| 代 | 氏名       | 就任                       | 退任                       | 備考 |
| -- | ---------- | -------------------------- | -------------------------- | ---- |
| 1  | 只野重蔵   | 明治22年（1889年）4月      | 明治28年（1895年）7月1日   |      |
| 2  | 村松天光   | 明治28年（1895年）7月12日  | 明治34年（1901年）5月30日  |      |
| 3  | 佐藤利蔵   | 明治34年（1901年）7月6日   | 明治38年（1905年）3月9日   |      |
| 4  | 千葉台三郎 | 明治38年（1905年）3月23日  | 大正2年（1923年）4月1日    |      |
| 5  | 佐藤利蔵   | 大正2年（1923年）4月28日   | 大正6年（1917年）4月27日   | 再任 |
| 6  | 千葉喜蔵   | 大正6年（1917年）7月27日   | 大正7年（1918年）2月8日    |      |
| 7  | 星喜三郎   | 大正7年（1918年）5月8日    | 大正11年（1922年）5月7日   |      |
| 8  | 只野新五郎 | 大正11年（1922年）6月10日  | 昭和5年（1930年）6月28日   |      |
| 9  | 千葉泰治   | 昭和5年（1930年）7月12日   | 昭和7年（1932年）3月2日    |      |
| 10 | 只野新五郎 | 昭和7年（1932年）4月14日   | 昭和11年（1936年）4月13日  | 再任 |
| 11 | 千葉台三郎 | 昭和11年（1936年）4月23日  | 昭和14年（1939年）9月28日  | 再任 |
| 12 | 千葉泰治   | 昭和15年（1940年）1月5日   | 昭和16年（1941年）2月14日  | 再任 |
| 13 | 菅原兵三郎 | 昭和16年（1941年）3月21日  | 昭和18年（1943年）10月14日 |      |
| 14 | 千葉恂太郎 | 昭和18年（1943年）10月15日 | 昭和21年（1946年）9月20日  |      |
| 15 | 小林隆史   | 昭和21年（1946年）10月26日 | 昭和22年（1947年）1月27日  |      |
| 16 | 村松権蔵   | 昭和22年（1947年）4月8日   | 昭和23年（1948年）5月25日  |      |
| 17 | 只野東十郎 | 昭和23年（1948年）7月5日   | 昭和27年（1952年）6月29日  |      |
| 18 | 千葉秀記   | 昭和27年（1952年）7月5日   | 昭和30年（1955年）3月31日  |      |

## 教育
- 文字村立文字小学校
- 文字村立文字中学校